# 26259 Marzigliano
26259 Marzigliano (tên chỉ định: 1998 QK108) là một tiểu hành tinh vành đai chính. Nó được phát hiện bởi dự án Nghiên cứu tiểu hành tinh gần Trái Đất Lincoln ở Socorro, New Mexico, ngày 17 tháng 8 năm 1998. Nó được đặt theo tên Gerard Marzigliano, an American educator ở Levittown, New York.